# Zambesi Express

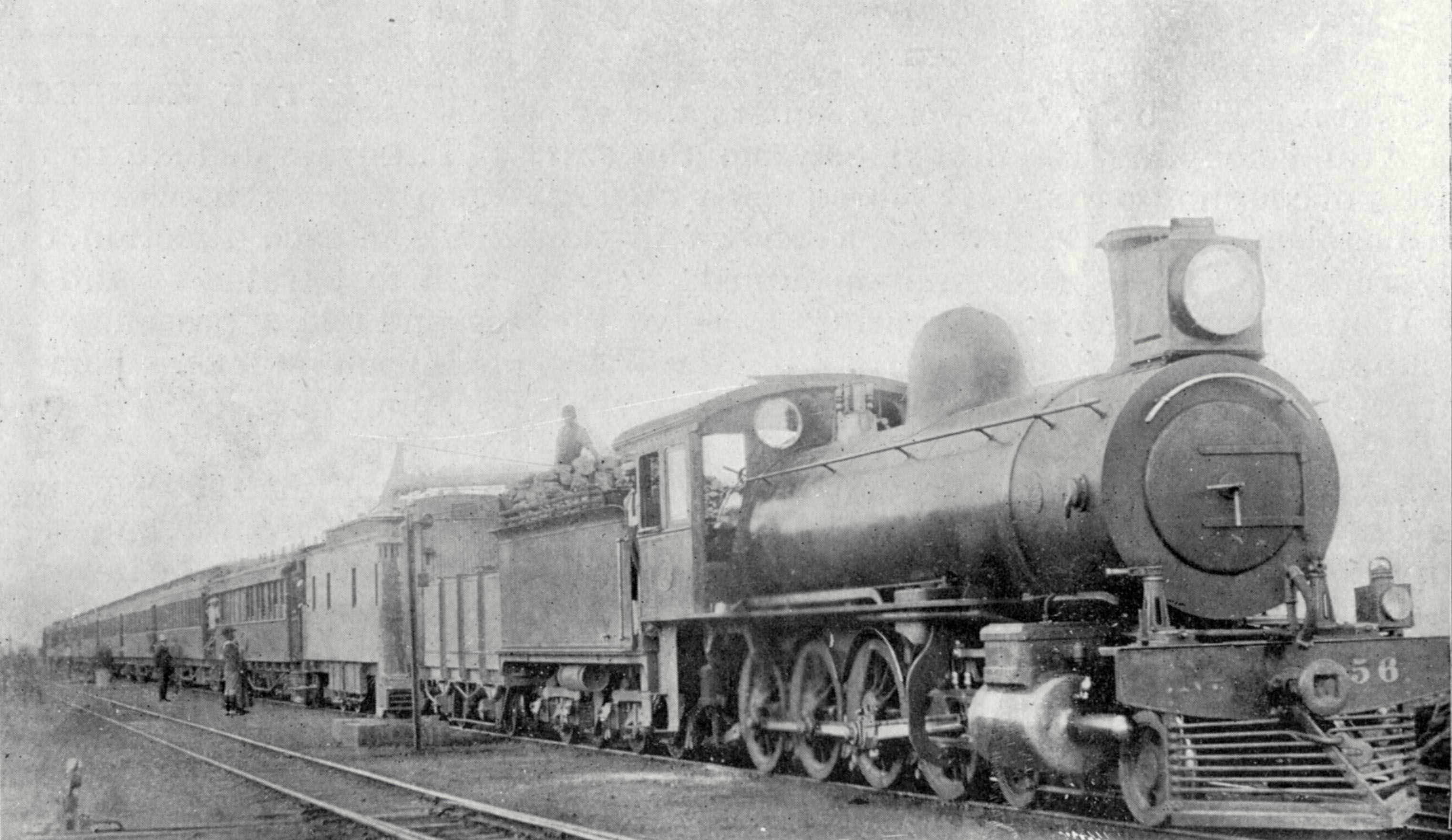
Zambesi Express, 1907

Der Zambesi Express (auch: Zambezi Express) war ein Luxuszug, der seit 1905 Kimberley mit Victoria Falls verband.

## Angebot
Der Zug verkehrte einmal in der Woche. Er führte ausschließlich Schlafwagen der 1. und 2. Klasse für Reisende, einen Speisewagen, einen Dienstwagen für das Personal mit Schlaf-, Koch- und Essgelegenheit und Bahnpostwagen.

## Laufweg und Anschlüsse
Vorlauf zum Zambesi Express war der täglich verkehrende, Schlafwagen führende Zug von Kapstadt nach Kimberley, der am Dienstag in Kapstadt abfuhr. Dieser führte auch einen 1.-Klasse-Kurswagen, der in Kimberley auf den Zambesi Express umgestellt wurde. Dieser Zug aus Kapstadt wiederum hatte Anschluss an den einmal in der Woche aus Großbritannien kommenden Dampfer der der Union-Castle Line, der auch die Post aus dem Vereinigten Königreich mitbrachte. In Bulawayo bestand Anschluss von und nach Beira.
In den Abschnitten Mafeking–Bulawayo und Bulawayo–Victoria Falls befanden sich immer zwei Lokomotiv-Mannschaften auf dem Zug, die ihn abwechselnd in Acht-Stunden-Schichten fuhren.
Laufweg
| km   | Bahnhof            | Ankunft         | Abfahrt         | Anmerkung                            |
| ---- | ------------------ | --------------- | --------------- | ------------------------------------ |
|      | Kapstadt           |                 | 11:30, Dienstag |                                      |
| 0    | Kimberley          | ohne Angabe     | 20:10, Mittwoch |                                      |
|      | Warrenton Junction | 22:32, Mittwoch |                 | Anschluss von Natal und Johannesburg |
| 0203 | Vryburg            | Donnerstag      |                 | Lokomotivwechsel                     |
| 0357 | Mafeking           | Donnerstag      |                 |                                      |
| 0939 | Francistown        | Donnerstag      |                 |                                      |
| 1141 | Bulawayo           | 09:40, Freitag  |                 | Anschluss nach Beira, Mosambik       |
| 1592 | Victoria Falls     | 07:10, Samstag  |                 |                                      |